# Dieciocho de Abril
Dieciocho de Abril är en ort i Mexiko.   Den ligger i kommunen Pueblo Nuevo Solistahuacán och delstaten Chiapas, i den sydöstra delen av landet, 700 km öster om huvudstaden Mexico City. Dieciocho de Abril ligger 741 meter över havet och antalet invånare är 292.
Terrängen runt Dieciocho de Abril är bergig söderut, men norrut är den kuperad. Runt Dieciocho de Abril är det ganska tätbefolkat, med 90 invånare per kvadratkilometer. Närmaste större samhälle är Simojovel de Allende, 16,2 km sydost om Dieciocho de Abril. I omgivningarna runt Dieciocho de Abril växer i huvudsak städsegrön lövskog.